# 미즈에촌
'미즈에촌(瑞江村)은 도쿄부 미나미카쓰시카군에 일찍이 존재했던 촌이다. 현재의 에도가와구의 동부에 해당한다.

## 역사
- 1889년 5월 1일 - 정촌제 시행에 수반해 미나미카쓰시카군 미즈에촌이 성립하였다.
- 1932년 10월 1일 - 미나미카쓰시카군 전역이 도쿄시에 편입해, 미즈에촌의 구역은 에도가와구가 되었다.